# Safra (Liban)
Pour les articles homonymes, voir Safra.
Safra (arabe : صفرا) est une petite bourgade du District de Kesrouan au Liban. C'est un village médiéval qui est perché dans un repli d'une butte rocheuse dominant sur une vallée du fleuve Ibrahim (Nahr-Ibrahim) et faisant face à la mer Méditerranée. Le village est situé à quelques kilomètres au nord de Jounieh.